# Seznam německých názvů obcí a osad v Česku, Z
Tento seznam obsahuje německé názvy (exonyma) českých obcí začínajících na písmeno Z.
Tento seznam by měl sloužit pro orientaci v starých písemných pramenech, mapách atd., nikoliv pro překlad českých názvů měst do němčiny. Většina z těchto německých názvů by při použití v současnosti byla nesrozumitelná.
| Český název           | Historická země | Okres               | Německý název                           | Poznámka                                          |
| --------------------- | --------------- | ------------------- | --------------------------------------- | ------------------------------------------------- |
| Zábědov               | Čechy           | Hradec Králové      | Sabiedow                                |                                                   |
| Záběhlá               | Čechy           | Příbram             | Sabechlau                               | zaniklá obec, dnes součást Vojenského újezdu Brdy |
| Záběhlice             | Čechy           | Pelhřimov           | Sabiechlitz                             |                                                   |
| Záběhlice             | Čechy           | hl. m. Praha        | Sabechlitz                              |                                                   |
| Záběhlice             | Čechy           | Příbram             | Sabiechlitz                             | zaniklá osada vesnice Hřiměždice                  |
| Záběhlice             | Čechy           | Příbram             | Sabiechlitz                             | u Sedlce                                          |
| Zábeštní Lhota        | Morava          | Přerov              | Sabescht-Lhota                          |                                                   |
| Záblatí               | Čechy           | České Budějovice    | Groß Sablat                             |                                                   |
| Záblatí               | Čechy           | Jindřichův Hradec   | Sablat                                  |                                                   |
| Záblatí               | Morava          | Žďár nad Sázavou    | Sablat                                  |                                                   |
| Záblatíčko            | Čechy           | České Budějovice    | Klein Sablat                            |                                                   |
| Zábludov              | Morava          | Blansko             | Sabludow                                |                                                   |
| Záborčí               | Čechy           | Jablonec nad Nisou  | Sabortsch                               |                                                   |
| Záborná               | Čechy           | Jihlava             | Saborna                                 |                                                   |
| Záborná Lhota         | Čechy           | Příbram             | Saborna-Lhota                           |                                                   |
| Záborov               | Čechy           | Trutnov             | Saborow                                 |                                                   |
| Záboří                | Čechy           | Chrudim             | Saborsch                                |                                                   |
| Záboří                | Čechy           | Mělník              | Saborsch                                |                                                   |
| Záboří                | Čechy           | Písek               | Saborsch                                |                                                   |
| Záboří                | Čechy           | Strakonice          | Saborsch                                |                                                   |
| Záboří nad Labem      | Čechy           | Kutná Hora          | Saborsch, Saborsch an der Elbe          |                                                   |
| Zábrdí                | Čechy           | Liberec             | Sabert                                  |                                                   |
| Zábrdí                | Čechy           | Prachatice          | Saberd                                  |                                                   |
| Zábrdovice            | Morava          | Brno-město          | Obrowitz                                |                                                   |
| Zábrdovice            | Čechy           | Nymburk             | Saberdowitz                             |                                                   |
| Zábrdovice            | Morava          | Znojmo              | Saberdowitz                             | osada obce Vedrovice                              |
| Zábrodí               | Čechy           | Náchod              | Sabrod                                  |                                                   |
| Zabrušany             | Čechy           | Teplice             | Sobrusan                                |                                                   |
| Zábřeh                | Morava          | Ostrava-město       | Teufelsdorf (?)                         | dříve též Zábřeh nad Odrou                        |
| Zábřeh                | Morava          | Šumperk             | Hohenstadt                              |                                                   |
| Zábřezí               | Čechy           | Trutnov             | Sabsches                                |                                                   |
| Zadní                 | Čechy           | Kutná Hora          | Hinterfeld                              |                                                   |
| Zadní Arnoštov        | Morava          | Svitavy             | Hinter Ehrnsdorf                        |                                                   |
| Zadní Hutě            | Čechy           | Příbram             | Hinter Glashütten                       | osada vesnice Hutě pod Třemšínem                  |
| Zadní Chlum           | Čechy           | Příbram             | Hinterchlum                             |                                                   |
| Zadní Chodov          | Čechy           | Tachov              | Hinter Kotten                           |                                                   |
| Zadní Kopanina        | Čechy           | hl. m. Praha        | Hinter Kopanin                          |                                                   |
| Zadní Lomná           | Čechy           | Tábor               | Hinter Lomna                            |                                                   |
| Zadní Mostek          | Čechy           | Trutnov             | Hinter Mastig                           |                                                   |
| Zadní Poříčí          | Čechy           | Příbram             | Hinter Porschitsch                      |                                                   |
| Zadní Ptákovice       | Čechy           | Strakonice          | Hinter Ptakowitz                        |                                                   |
| Zadní Střítež         | Čechy           | Tábor               | Hinter Strietesch                       |                                                   |
| Zadní Třebaň          | Čechy           | Beroun              | Hinter Trebain                          |                                                   |
| Zadní Újezd           | Morava          | Olomouc             | Storzendorf                             |                                                   |
| Zadní Vydří           | Morava          | Jihlava             | Hinter Wiedern                          |                                                   |
| Zadní Zborovice       | Čechy           | Strakonice          | Hinter Sborowitz                        |                                                   |
| Zadní Zhořec          | Morava          | Žďár nad Sázavou    | Hinter Shorschetz                       |                                                   |
| Zadní Ždírnice        | Čechy           | Trutnov             | Hinter Serenz                           | osada vesnice Ždírnice                            |
| Zádolí                | Čechy           | Benešov             | Sadol                                   |                                                   |
| Zádolí                | Čechy           | Rychnov nad Kněžnou | Sadol                                   | u Trnova                                          |
| Zádolí                | Čechy           | Rychnov nad Kněžnou | Sadol                                   | osada města Vamberk                               |
| Zádolí                | Čechy           | Ústí nad Orlicí     | Sadol                                   |                                                   |
| Zadražany             | Čechy           | Hradec Králové      | Sadraschan                              |                                                   |
| Zádušníky             | Čechy           | Litoměřice          | Saduschnik                              | osada vesnice Travčice                            |
| Zádveřice             | Morava          | Zlín                | Sadwerschitz                            |                                                   |
| Zahájí                | Čechy           | České Budějovice    | Sahaj                                   |                                                   |
| Zahájí                | Čechy           | Havlíčkův Brod      | Sahaj                                   |                                                   |
| Zahájí                | Čechy           | Mělník              | Sahaj                                   |                                                   |
| Zahájí                | Čechy           | Svitavy             | Sahaj                                   |                                                   |
| Záhlinice             | Morava          | Kroměříž            | Sachlinitz                              |                                                   |
| Zahnašovice           | Morava          | Kroměříž            | Sachnaschowitz                          |                                                   |
| Zahorčice             | Čechy           | České Budějovice    | Zahortschitz                            |                                                   |
| Zahorčice             | Čechy           | Klatovy             | Bingarten                               |                                                   |
| Zahorčice             | Čechy           | Strakonice          | Sahortschitz                            | u Lnářů                                           |
| Zahorčice             | Čechy           | Strakonice          | Sahorschitz                             | u Volyně                                          |
| Zahorčičky            | Čechy           | Plzeň-jih           | Klein Sahortschitz                      |                                                   |
| Záhorkovice           | Čechy           | Český Krumlov       | Sahorkowitz                             |                                                   |
| Záhornice             | Čechy           | Nymburk             | Sahornitz                               |                                                   |
| Záhornice             | Čechy           | Rychnov nad Kněžnou | Sadol                                   |                                                   |
| Záhorovice            | Morava          | Uherské Hradiště    | Sahorowitz                              |                                                   |
| Záhořánky             | Čechy           | Český Krumlov       | Kaltenbirken                            |                                                   |
| Zahořany              | Čechy           | Benešov             | Sahorschan                              |                                                   |
| Zahořany              | Čechy           | Beroun              | Sahorschan                              |                                                   |
| Zahořany              | Čechy           | Domažlice           | Sahorschan                              |                                                   |
| Zahořany              | Čechy           | Písek               | Sahorschan                              |                                                   |
| Zahořany              | Čechy           | Praha-západ         | Sahorschan                              | u Dobříše                                         |
| Zahořany              | Čechy           | Praha-západ         | Sahorschan                              | u Okrouhla                                        |
| Záhoří                | Čechy           | Benešov             | Sahorsch                                |                                                   |
| Zahoří                | Čechy           | Jindřichův Hradec   | Sahorsch                                |                                                   |
| Záhoří                | Čechy           | Pelhřimov           | Sahorsch                                |                                                   |
| Záhoří                | Čechy           | Písek               | Sahorsch                                |                                                   |
| Záhoří                | Čechy           | Plzeň-jih           | Sahorsch                                |                                                   |
| Záhoří                | Čechy           | Prachatice          | Kammberg                                |                                                   |
| Záhoří                | Čechy           | Semily              | Sahorsch                                |                                                   |
| Zahoří                | Čechy           | Tábor               | Sahorsch                                |                                                   |
| Záhoří a Kozinec      | Čechy           | Příbram             | Sahorsch und Kosinetz                   |                                                   |
| Záhoří u Miličína     | Čechy           | Benešov             | Deutsch Sahorsch                        | dříve česky Německé Záhoří                        |
| Záhoříčko             | Čechy           | Benešov             | Sahortschitsch                          |                                                   |
| Záhoříčko             | Čechy           | Prachatice          | Waldhäusel                              |                                                   |
| Záhoříčko             | Čechy           | Tábor               | Sahorschitsch                           |                                                   |
| Záhostice             | Čechy           | Tábor               | Sahostitz                               |                                                   |
| Zahrada               | Morava          | Brno-venkov         | Sachrada                                |                                                   |
| Zahrádčice            | Čechy           | Benešov             | Sachratschitz                           |                                                   |
| Záhradí               | Čechy           | Svitavy             | Sachrad                                 |                                                   |
| Zahradiště            | Morava          | Žďár nad Sázavou    | Sachradischt                            |                                                   |
| Zahrádka              | Čechy           | Benešov             | Sachradka                               | u Maršovic                                        |
| Zahrádka              | Čechy           | Benešov             | Sachradka                               | u Vojkova                                         |
| Zahrádka              | Čechy           | Havlíčkův Brod      | Sachradka                               |                                                   |
| Zahrádka              | Čechy           | Klatovy             | Garten                                  | u Čachrova                                        |
| Zahrádka              | Čechy           | Klatovy             | Sachradka                               | u Nalžovských Hor                                 |
| Zahrádka              | Čechy           | Pelhřimov           | Sachradka                               |                                                   |
| Zahrádka              | Čechy           | Písek               | Sachradka                               |                                                   |
| Zahrádka              | Čechy           | Plzeň-jih           | Sachradka                               |                                                   |
| Zahrádka              | Čechy           | Příbram             | Sachradka                               |                                                   |
| Zahrádka              | Čechy           | Tábor               | Sachradka                               | u Slapska                                         |
| Zahrádka              | Čechy           | Tábor               | Sachradka                               | u Tábora                                          |
| Zahrádka              | Morava          | Třebíč              | Sachradka                               |                                                   |
| Zahrádky              | Čechy           | Jindřichův Hradec   | Sachradka                               |                                                   |
| Zahradnice            | Čechy           | Benešov             | Sahradnitz                              |                                                   |
| Zahrady               | Čechy           | Děčín               | Gärten                                  |                                                   |
| Záhrobí               | Čechy           | Strakonice          | Sachrob                                 |                                                   |
| Záhuby                | Čechy           | Jičín               | Sahub                                   |                                                   |
| Záchlumí              | Čechy           | Tachov              | Eisenhüttel                             |                                                   |
| Záchlumí              | Čechy           | Ústí nad Orlicí     | Sadol                                   |                                                   |
| Zachotín              | Čechy           | Pelhřimov           | Sachotin                                |                                                   |
| Zachrašťany           | Čechy           | Hradec Králové      | Sachraschtan                            |                                                   |
| Zajakury              | Čechy           | Jičín               | Sajakur                                 |                                                   |
| Zaječí                | Čechy           | Benešov             | Sajetschi                               |                                                   |
| Zaječí                | Morava          | Břeclav             | Saitz                                   |                                                   |
| Zaječice              | Čechy           | Benešov             | Sajetschitz                             |                                                   |
| Zaječice              | Čechy           | Chomutov            | Sadschitz                               |                                                   |
| Zaječice              | Čechy           | Chrudim             | Sajetschitz                             |                                                   |
| Zaječice              | Čechy           | Most                | Saidschitz                              |                                                   |
| Zaječiny              | Čechy           | Ústí nad Orlicí     | Sadol                                   |                                                   |
| Zaječov               | Čechy           | Beroun              | Hasenhof                                |                                                   |
| Zájezd                | Čechy           | Kladno              | Sajest                                  |                                                   |
| Zájezd                | Čechy           | Náchod              | Furt                                    |                                                   |
| Zájezdec              | Čechy           | Chrudim             | Sajestetz                               |                                                   |
| Zájezdy               | Čechy           | Mladá Boleslav      | Sajest                                  |                                                   |
| Zajíčkov              | Čechy           | Pelhřimov           | Sajitschkow                             |                                                   |
| Zákolany              | Čechy           | Kladno              | Sakolan                                 |                                                   |
| Zakopaná              | Čechy           | Mladá Boleslav      | Zakopana                                |                                                   |
| Zakopanka             | Čechy           | Rychnov nad Kněžnou | Schanzen                                | osada vesnice Peklo u Vamberka                    |
| Zákraví               | Čechy           | Rychnov nad Kněžnou | Sakraw                                  |                                                   |
| Zakřany               | Morava          | Brno-venkov         | Sakerschan                              |                                                   |
| Zákřov                | Morava          | Olomouc             | Stauden                                 |                                                   |
| Zakšín                | Čechy           | Česká Lípa          | Sakschen                                |                                                   |
| Zákupy                | Čechy           | Česká Lípa          | Reichstadt                              |                                                   |
| Zalány                | Čechy           | Příbram             | Salan                                   |                                                   |
| Zalažany              | Čechy           | Chrudim             | Salaschan                               |                                                   |
| Zálesí                | Čechy           | Benešov             | Sales                                   | u Neustupova                                      |
| Zálesí                | Čechy           | Benešov             | Sales                                   | u Teplýšovic                                      |
| Zálesí 1. díl         | Čechy           | Benešov             | Sales 1. Teil                           |                                                   |
| Zálesí 2. díl         | Čechy           | Benešov             | Sales 2. Teil                           |                                                   |
| Zálesí                | Čechy           | Havlíčkův Brod      | Gerstein                                | dříve česky Gerštejn, u Horní Krupé               |
| Zálesí                | Čechy           | Havlíčkův Brod      | Sales                                   | u Slavíkova                                       |
| Zálesí                | Čechy           | Plzeň-jih           | Sales                                   |                                                   |
| Zálesí                | Čechy           | Strakonice          | Sales                                   |                                                   |
| Zálesí                | Čechy           | Trutnov             | Sales                                   | osada vesnice Batňovice                           |
| Zálesí                | Čechy           | Trutnov             | Sales                                   | u Doubravice                                      |
| Zálesná Zhoř          | Morava          | Brno-venkov         | Salesna-Shorsch                         |                                                   |
| Zálesní Lhota         | Čechy           | Semily              | Huttendorf                              |                                                   |
| Zalešany              | Čechy           | Kolín               | Saleschan                               |                                                   |
| Zálezlice             | Čechy           | Mělník              | Saleslitz                               |                                                   |
| Zálezly               | Čechy           | Prachatice          | Salesl                                  |                                                   |
| Zalíbená              | Čechy           | Kutná Hora          | Saliben                                 |                                                   |
| Zalíbené              | Čechy           | Chrudim             | Salieben                                |                                                   |
| Zaliny                | Čechy           | České Budějovice    | Salin                                   |                                                   |
| Zálší                 | Čechy           | Písek               | Salschi                                 |                                                   |
| Zalší                 | Čechy           | Tábor               | Salschi                                 |                                                   |
| Zálší                 | Čechy           | Ústí nad Orlicí     | Salasch                                 |                                                   |
| Zalužany              | Čechy           | Příbram             | Saluschan                               |                                                   |
| Záluží                | Čechy           | Beroun              | Salusch                                 |                                                   |
| Záluží                | Čechy           | České Budějovice    | Zalusch                                 |                                                   |
| Zaluží                | Čechy           | Český Krumlov       | Salluschen                              |                                                   |
| Záluží                | Čechy           | Litoměřice          | Salusch                                 |                                                   |
| Záluží                | Čechy           | Písek               | Salusch                                 | u Chyšek                                          |
| Záluží                | Čechy           | Písek               | Salusch                                 | u Kovářova                                        |
| Záluží                | Čechy           | Plzeň-jih           | Salusch                                 |                                                   |
| Záluží                | Čechy           | Plzeň-sever         | Zaluschen                               |                                                   |
| Záluží                | Čechy           | Praha-východ        | Salusch                                 |                                                   |
| Záluží                | Čechy           | Strakonice          | Salusch                                 |                                                   |
| Záluží                | Čechy           | Tábor               | Saluschi                                | u Tábora                                          |
| Záluží                | Čechy           | Tábor               | Salusch (bei Wlastiborsch)              | dříve též Záluží u Vlastiboře                     |
| Záluží u Budislavě    | Čechy           | Tábor               | Salusch bei Budislau                    |                                                   |
| Zalužice              | Čechy           | České Budějovice    | Saluschitz                              |                                                   |
| Zálužice              | Čechy           | Louny               | Saluschitz                              |                                                   |
| Zálužné               | Slezsko         | Opava               | Moradorf                                |                                                   |
| Zamachy               | Čechy           | Mělník              | Groß Samach                             | do 1950 Velké Zamachy                             |
| Zámek Žďár            | Morava          | Žďár nad Sázavou    | Schloß Saar                             |                                                   |
| Záměl                 | Čechy           | Rychnov nad Kněžnou | Samiel                                  |                                                   |
| Zámělíč               | Čechy           | Domažlice           | Klein Semlowitz                         |                                                   |
| Zámezí                | Čechy           | Jičín               | Sames                                   |                                                   |
| Zámlyní               | Čechy           | Strakonice          | Zamlin                                  |                                                   |
| Zámostí               | Čechy           | Jičín               | Samost                                  |                                                   |
| Zámostí               | Čechy           | Mladá Boleslav      | Samost                                  |                                                   |
| Zámrsk                | Čechy           | Ústí nad Orlicí     | Samrsk                                  |                                                   |
| Zámrsky               | Morava          | Přerov              | Samersk                                 |                                                   |
| Zámyšl                | Čechy           | Klatovy             | Samischl                                |                                                   |
| Zápudov               | Čechy           | Mladá Boleslav      | Sabudow                                 |                                                   |
| Zápy                  | Čechy           | Praha-východ        | Saap                                    |                                                   |
| Zarazice              | Morava          | Hodonín             | Zarasitz                                |                                                   |
| Zárubice              | Morava          | Třebíč              | Sarubitz                                |                                                   |
| Zárybnice             | Čechy           | Benešov             | Saribnitz                               |                                                   |
| Zárybničná Lhota      | Čechy           | Tábor               | Teich-Lhota                             |                                                   |
| Záryby                | Čechy           | Praha-východ        | Saryb                                   |                                                   |
| Zářecká Lhota         | Čechy           | Ústí nad Orlicí     | Sarschetz-Lhota                         |                                                   |
| Zářečí                | Čechy           | Klatovy             | Saretsch                                | osada města Horažďovice                           |
| Zářečí                | Čechy           | Rychnov nad Kněžnou | Auland                                  | osada města Vamberk                               |
| Zářečí nad Svitavou   | Čechy           | Svitavy             | Hinterwasser                            |                                                   |
| Zaříčany              | Čechy           | Kutná Hora          | Sarschitschan                           |                                                   |
| Záříčí                | Morava          | Kroměříž            | Sarschitz                               |                                                   |
| Záříčí                | Čechy           | Tábor               | Sarschitsch                             |                                                   |
| Záříčí u Mladé Vožice | Čechy           | Tábor               | Sarschitz                               |                                                   |
| Zásada                | Čechy           | Jablonec nad Nisou  | Sasada                                  |                                                   |
| Zasada                | Čechy           | Liberec             | Sasada                                  |                                                   |
| Zásadka               | Čechy           | Mladá Boleslav      | Sasadka                                 |                                                   |
| Záseka                | Morava          | Žďár nad Sázavou    | Saseka                                  |                                                   |
| Záskalí               | Čechy           | Liberec             | Saskal                                  |                                                   |
| Zásmuky               | Čechy           | Kolín               | Sasmuk                                  |                                                   |
| Zástava               | Čechy           | Pardubice           | Sastawa                                 |                                                   |
| Zastávka              | Morava          | Brno-venkov         | Segen Gottes                            |                                                   |
| Zastávka              | Morava          | Prostějov           | Sastawka                                | osada obce Pěnčín                                 |
| Zastrání              | Čechy           | Havlíčkův Brod      | Sastran                                 | osada vesnice Nová Ves u Chotěboře                |
| Zástřizly             | Morava          | Kroměříž            | Sastrisel                               |                                                   |
| Zašová                | Morava          | Vsetín              | Saschau                                 |                                                   |
| Zašovice              | Morava          | Třebíč              | Saschowitz                              |                                                   |
| Zátaví                | Čechy           | Písek               | Satau                                   |                                                   |
| Zátoň                 | Čechy           | Prachatice          | Schattawa                               |                                                   |
| Zátoňské Dvory        | Čechy           | Český Krumlov       | Ebenau                                  |                                                   |
| Zátor                 | Slezsko         | Bruntál             | Seifersdorf                             |                                                   |
| Zátvor                | Čechy           | Mělník              | Satwor                                  |                                                   |
| Zátyní                | Čechy           | Česká Lípa          | Sattai                                  |                                                   |
| Zavadilka             | Čechy           | Nymburk             | Sawadilka bei Jisbitz                   | dříve též Jizbická Zavadilka                      |
| Zavadilka             | Morava          | Prostějov           | Savadilka                               |                                                   |
| Závidkovice           | Čechy           | Havlíčkův Brod      | Sawitkowitz                             |                                                   |
| Zavidov               | Čechy           | Rakovník            | Seiwedl                                 |                                                   |
| Závist                | Morava          | Blansko             | Sawist                                  |                                                   |
| Závist                | Morava          | Brno-venkov         | Sawist                                  |                                                   |
| Závist                | Morava          | Žďár nad Sázavou    | Sawist                                  |                                                   |
| Závišice              | Morava          | Nový Jičín          | Sawersdorf                              |                                                   |
| Závišín               | Čechy           | Cheb                | Abaschin                                |                                                   |
| Závišín               | Čechy           | Strakonice          | Zawieschin                              |                                                   |
| Zavlekov              | Čechy           | Klatovy             | Zamlekau                                |                                                   |
| Závratec              | Čechy           | Chrudim             | Sawratetz                               |                                                   |
| Závraty               | Čechy           | České Budějovice    | Zawraten                                |                                                   |
| Závrchy               | Čechy           | Náchod              | Bühlfeld                                |                                                   |
| Zavržice              | Čechy           | Příbram             | Sawerschitz                             |                                                   |
| Závsí                 | Čechy           | Tábor               | Sawis                                   |                                                   |
| Zbečník               | Čechy           | Náchod              | Sbetschnik                              |                                                   |
| Zbečno                | Čechy           | Rakovník            | Sbetschno                               |                                                   |
| Zbelítov              | Čechy           | Písek               | Sbelitow                                |                                                   |
| Zbelítov              | Čechy           | Tábor               | Sbelitow                                |                                                   |
| Zbenice               | Čechy           | Příbram             | Sbenitz                                 |                                                   |
| Zbenické Zlákovice    | Čechy           | Příbram             | Slakowitz bei Sbenitz                   | zaniklá osada u Bohostic                          |
| Zberaz                | Čechy           | Příbram             | Sberas                                  |                                                   |
| Zběšice               | Čechy           | Písek               | Sbieschitz                              |                                                   |
| Zběšičky              | Čechy           | Písek               | Klein Bieschitz                         |                                                   |
| Zbilidy               | Čechy           | Jihlava             | Rot Neustift                            |                                                   |
| Zbinohy               | Čechy           | Jihlava             | Winau                                   |                                                   |
| Zbiroh                | Čechy           | Rokycany            | Sbirow                                  |                                                   |
| Zbirohy               | Čechy           | Jablonec nad Nisou  | Sbiroch                                 |                                                   |
| Zbislav               | Čechy           | Písek               | Sbislau                                 |                                                   |
| Zbizuby               | Čechy           | Kutná Hora          | Sbisub                                  |                                                   |
| Zblov                 | Čechy           | Náchod              | Sblow                                   |                                                   |
| Zblovice              | Morava          | Znojmo              | Sblowitz                                |                                                   |
| Zboněk                | Morava          | Blansko             | Sboniek                                 |                                                   |
| Zbonín                | Čechy           | Písek               | Sbonin                                  |                                                   |
| Zborná                | Čechy           | Jihlava             | Waldhof                                 |                                                   |
| Zborov                | Čechy           | České Budějovice    | Sborow                                  |                                                   |
| Zborovice             | Morava          | Kroměříž            | Sborowitz                               |                                                   |
| Zborovy               | Čechy           | Klatovy             | Sborau                                  |                                                   |
| Zbořený Kostelec      | Čechy           | Benešov             | Wüst Kosteletz                          |                                                   |
| Zboží                 | Čechy           | Havlíčkův Brod      | Sbosch                                  |                                                   |
| Zboží                 | Čechy           | Jičín               | Sbosch                                  |                                                   |
| Zbožice               | Čechy           | Havlíčkův Brod      | Sboschitz                               |                                                   |
| Zbožíčko              | Čechy           | Nymburk             | Kleingut                                |                                                   |
| Zbožnice              | Čechy           | Benešov             | Sboschnitz                              |                                                   |
| Zbožnov               | Čechy           | Chrudim             | Boschnau                                |                                                   |
| Zbraň                 | Čechy           | Kolín               | Sbran                                   |                                                   |
| Zbraněves             | Čechy           | Pardubice           | Sbraniewes                              |                                                   |
| Zbraslav              | Morava          | Brno-venkov         | Sbraslaus                               |                                                   |
| Zbraslav              | Čechy           | Karlovy Vary        | Prassles                                |                                                   |
| Zbraslav              | Čechy           | hl. m. Praha        | Königssaal                              |                                                   |
| Zbraslavec            | Morava          | Blansko             | Braslawetz                              |                                                   |
| Zbraslavice           | Čechy           | Kutná Hora          | Sbraslawitz                             |                                                   |
| Zbrašín               | Čechy           | Louny               | Sbraschin                               |                                                   |
| Zbrašov               | Morava          | Přerov              | Sbraschau                               | nyní Teplice nad Bečvou                           |
| Zbudov                | Čechy           | České Budějovice    | Sbudau                                  |                                                   |
| Zbudov                | Čechy           | Ústí nad Orlicí     | Neuhaus                                 |                                                   |
| Zbudovice             | Čechy           | Kutná Hora          | Sbudowitz                               |                                                   |
| Zbůch                 | Čechy           | Plzeň-sever         | Prassles                                |                                                   |
| Zbuzany               | Čechy           | Praha-západ         | Salusch                                 |                                                   |
| Zbyhněvice            | Čechy           | Chrudim             | Sbichniewitz                            |                                                   |
| Zbynice               | Čechy           | Klatovy             | Sbinitz                                 |                                                   |
| Zbyny                 | Čechy           | Česká Lípa          | Binai                                   |                                                   |
| Zbyslav               | Čechy           | Klatovy             | Sbislau                                 |                                                   |
| Zbyslav               | Čechy           | Kutná Hora          | Sbislau                                 |                                                   |
| Zbyslavec             | Čechy           | Chrudim             | Sbislawitz                              |                                                   |
| Zbýšov                | Morava          | Brno-venkov         | Zbeschau                                |                                                   |
| Zbýšov                | Čechy           | Kutná Hora          | Sbischow                                |                                                   |
| Zbýšov                | Morava          | Vyškov              | Spischow                                |                                                   |
| Zbytiny               | Čechy           | Prachatice          | Ober Haid                               |                                                   |
| Zdaboř                | Čechy           | Příbram             | Sdaborsch                               |                                                   |
| Zdeboř                | Čechy           | Benešov             | Sdeborsch                               |                                                   |
| Zdebořice             | Čechy           | Klatovy             | Stoborschitz                            |                                                   |
| Zdebuzeves            | Čechy           | Benešov             | Stebusowes                              |                                                   |
| Zděchov               | Morava          | Vsetín              | Sdiechow                                |                                                   |
| Zdechovice            | Čechy           | Hradec Králové      | Zechowitz                               |                                                   |
| Zdechovice            | Čechy           | Chrudim             | Sdechowitz                              | osada vesnice Úherčice                            |
| Zdechovice            | Čechy           | Pardubice           | Sdechowitz                              |                                                   |
| Zdejcina              | Čechy           | Beroun              | Eigen                                   |                                                   |
| Zdemyslice            | Čechy           | Plzeň-jih           | Domislitz                               |                                                   |
| Zdelov                | Čechy           | Rychnov nad Kněžnou | Sdelow                                  |                                                   |
| Zdenice               | Čechy           | Prachatice          | Sdenitz                                 |                                                   |
| Zdeňkov               | Morava          | Jihlava             | Zdenkau                                 |                                                   |
| Zdeslavice            | Čechy           | Havlíčkův Brod      | Sdislawitz                              |                                                   |
| Zderadice             | Čechy           | Benešov             | Sderatitz                               |                                                   |
| Zderadinky            | Čechy           | Kutná Hora          | Klein Sderadin                          |                                                   |
| Zderadiny             | Čechy           | Kutná Hora          | Sderadin, Groß Sderadin                 |                                                   |
| Zderaz                | Čechy           | Chrudim             | Sderas                                  |                                                   |
| Zdešov                | Čechy           | Jindřichův Hradec   | Sdeschow                                |                                                   |
| Zderaz                | Čechy           | Klatovy             | Zderas                                  |                                                   |
| Zdeslav               | Čechy           | Klatovy             | Sdeslaw                                 |                                                   |
| Zdeslavice            | Čechy           | Kutná Hora          | Sdeslawitz, Sdeslawitz bei Rot-Janowitz | dříve též Zdeslavice u Červených Janovic          |
| Zdeslavice            | Čechy           | Kutná Hora          | Sdeslawitz, Sdeslawitz bei Maleschau    | dříve též Zdeslavice u Malešova                   |
| Zdětín                | Čechy           | Mladá Boleslav      | Sdietin                                 |                                                   |
| Zdětín                | Morava          | Prostějov           | Sdietin                                 |                                                   |
| Zdibsko               | Čechy           | Praha-východ        | Sperling                                |                                                   |
| Zdiby                 | Čechy           | Praha-východ        | Zdib                                    |                                                   |
| Zdice                 | Čechy           | Beroun              | Zeditz, Zditz                           |                                                   |
| Zdíkov                | Čechy           | Prachatice          | Groß Zdikau                             |                                                   |
| Zdíkovec              | Čechy           | Prachatice          | Klein Zdikau                            |                                                   |
| Zdíky                 | Čechy           | Český Krumlov       | Stiegesdorf                             |                                                   |
| Zdiměřice             | Čechy           | Benešov             | Sdimierschitz                           |                                                   |
| Zdiměřice             | Čechy           | Praha-západ         | Sdimierschitz                           |                                                   |
| Zdislav               | Čechy           | Chrudim             | Sdislau                                 |                                                   |
| Zdislavice            | Čechy           | Benešov             | Sdislawitz                              |                                                   |
| Zdislavice            | Čechy           | Havlíčkův Brod      | Sdislawitz                              |                                                   |
| Zdislavice            | Morava          | Kroměříž            | Sdislawitz                              |                                                   |
| Zdobín                | Čechy           | Trutnov             | Sdobin                                  |                                                   |
| Zdoňov                | Čechy           | Náchod              | Merkelsdorf                             |                                                   |
| Zdounky               | Morava          | Kroměříž            | Zdounek                                 |                                                   |
| Zdravá Voda           | Morava          | Hodonín             | Rosenthal                               |                                                   |
| Zduchovice            | Čechy           | Příbram             | Sduchowitz                              |                                                   |
| Zehuby                | Čechy           | Kutná Hora          | Sehub                                   |                                                   |
| Zechov                | Čechy           | Benešov             | Sechow                                  |                                                   |
| Zechovice             | Čechy           | Strakonice          | Sechowitz                               |                                                   |
| Zelčín                | Čechy           | Mělník              | Seltschin                               |                                                   |
| Zelená Hora           | Čechy           | Plzeň-jih           | Grünberg                                |                                                   |
| Zelená Hora           | Morava          | Vyškov              | Grünberg                                |                                                   |
| Zelená Lhota          | Čechy           | Klatovy             | Grün                                    |                                                   |
| Zelená Ves            | Čechy           | Pelhřimov           | Gründorf                                |                                                   |
| Zelené Údolí          | Čechy           | Jablonec nad Nisou  | Grün Schlucht                           |                                                   |
| Zelené                | Čechy           | Plzeň-jih           | Grün                                    |                                                   |
| Zelenecká Lhota       | Čechy           | Jičín               | Lhota-Zelenska                          |                                                   |
| Zeleneč               | Čechy           | Praha-východ        | Selenetsch                              |                                                   |
| Zelenka               | Čechy           | Rychnov nad Kněžnou | Grünborn                                |                                                   |
| Zelený                | Čechy           | Litoměřice          | Grünwald                                |                                                   |
| Zelený Důl            | Čechy           | Most                | Grünthal                                | zaniklá obec                                      |
| Zelinkovice           | Morava          | Frýdek-Místek       | Halbransdorf                            |                                                   |
| Zeměchy               | Čechy           | Louny               | Semiech                                 |                                                   |
| Zeměchy               | Čechy           | Mělník              | Semiech                                 |                                                   |
| Zemětice              | Čechy           | Plzeň-jih           | Semietitz                               |                                                   |
| Zhorný                | Čechy           | Benešov             | Sorny                                   |                                                   |
| Zhoř                  | Morava          | Brno-venkov         | Shorsch                                 |                                                   |
| Zhoř                  | Čechy           | Benešov             | Shorsch                                 |                                                   |
| Zhoř                  | Čechy           | Havlíčkův Brod      | Shorsch                                 |                                                   |
| Zhoř                  | Čechy           | Chrudim             | Shorsch                                 |                                                   |
| Zhoř                  | Morava          | Jihlava             | Shorsch                                 |                                                   |
| Zhoř                  | Čechy           | Kutná Hora          | Shorsch                                 |                                                   |
| Zhoř                  | Čechy           | Pelhřimov           | Shorsch                                 |                                                   |
| Zhoř                  | Čechy           | Písek               | Shorsch                                 |                                                   |
| Zhoř                  | Čechy           | Příbram             | Shorsch                                 |                                                   |
| Zhoř                  | Čechy           | Rakovník            | Bräune                                  |                                                   |
| Zhoř                  | Čechy           | Svitavy             | Shorsch                                 |                                                   |
| Zhoř u Mladé Vožice   | Čechy           | Tábor               | Shorsch                                 |                                                   |
| Zhoř u Tábora         | Čechy           | Tábor               | Shorsch                                 |                                                   |
| Zhořec                | Čechy           | Pelhřimov           | Shorschetz                              |                                                   |
| Zhůř                  | Čechy           | Plzeň-jih           | Sursch                                  |                                                   |
| Zhůří                 | Čechy           | Klatovy             | Haidl                                   |                                                   |
| Zibohlavy             | Čechy           | Kolín               | Sibochlaw                               |                                                   |
| Zichov                | Čechy           | Domažlice           | Sichhof                                 |                                                   |
| Zichovec              | Čechy           | Kladno              | Sichowetz                               |                                                   |
| Zimoř                 | Čechy           | Litoměřice          | Simmer                                  |                                                   |
| Zlámanec              | Morava          | Uherské Hradiště    | Slamanetz                               |                                                   |
| Zlámanka              | Morava          | Kroměříž            | Slamanka                                |                                                   |
| Zlatá                 | Čechy           | Praha-východ        | Goldendorf                              |                                                   |
| Zlatá Hvězda          | Čechy           | Liberec             | Goldenstern                             | osada vesnice Paceřice                            |
| Zlatá Koruna          | Čechy           | Český Krumlov       | Goldenkron                              |                                                   |
| Zlatá Olešnice        | Čechy           | Trutnov             | Goldenöls                               |                                                   |
| Zlaté Hory            | Slezsko         | Jeseník             | Zuckmantel                              |                                                   |
| Zlátenka              | Čechy           | Pelhřimov           | Slatenka                                |                                                   |
| Zlatkov               | Morava          | Žďár nad Sázavou    | Slatkow                                 |                                                   |
| Zlatníky              | Čechy           | Praha-západ         | Slatnik                                 |                                                   |
| Zlatý Potok           | Čechy           | Tachov              | Goldbach                                | zaniklá obec                                      |
| Zlatý Potok           | Morava          | Šumperk             | Goldenfluss                             |                                                   |
| Zlechov               | Morava          | Uherské Hradiště    | Zlechau                                 |                                                   |
| Zlešice               | Čechy           | Strakonice          | Sleschitz                               |                                                   |
| Zlíč                  | Čechy           | Náchod              | Slitsch                                 |                                                   |
| Zličín                | Čechy           | hl. m. Praha        | Slitschin                               |                                                   |
| Zlíčko                | Čechy           | Náchod              | Slitschko                               |                                                   |
| Zlín                  | Morava          | Zlín                | Zlin                                    |                                                   |
| Zliv                  | Čechy           | České Budějovice    | Sliw                                    |                                                   |
| Zliv                  | Čechy           | Jičín               | Sliw                                    |                                                   |
| Zliv                  | Čechy           | Kutná Hora          | Sliw                                    |                                                   |
| Zlivice               | Čechy           | Písek               | Sliwitz                                 |                                                   |
| Zlobice               | Morava          | Kroměříž            | Slobitz                                 |                                                   |
| Zlončice              | Čechy           | Mělník              | Slontschitz                             |                                                   |
| Zlonice               | Čechy           | Kladno              | Slonitz                                 |                                                   |
| Zlonín                | Čechy           | Praha-východ        | Slonin                                  |                                                   |
| Zlosyň                | Čechy           | Mělník              | Slosein                                 |                                                   |
| Zlovědice             | Čechy           | Louny               | Lobeditz                                |                                                   |
| Zlukov                | Čechy           | České Budějovice    | Slukow                                  |                                                   |
| Zminný                | Čechy           | Pardubice           | Sminej                                  |                                                   |
| Zmišovice             | Čechy           | Pelhřimov           | Smichowitz                              |                                                   |
| Zmrzlík               | Čechy           | hl. m. Praha        | Smerslik                                | osada Zadní Kopaniny, části Prahy                 |
| Zňátky                | Morava          | Třebíč              | Sniatka                                 |                                                   |
| Znětínek              | Morava          | Žďár nad Sázavou    | Snietinek                               |                                                   |
| Znojmo                | Morava          | Znojmo              | Znaim                                   |                                                   |
| Znosim                | Čechy           | Benešov             | Snosim                                  |                                                   |
| Zorkovice             | Čechy           | Strakonice          | Sorkowitz                               | osada vesnice Jinín                               |
| Zrnětín               | Čechy           | Svitavy             | Sernietin                               |                                                   |
| Zruč                  | Čechy           | Plzeň-sever         | Srutsch                                 |                                                   |
| Zruč nad Sázavou      | Čechy           | Kutná Hora          | Srutsch an der Sasau                    |                                                   |
| Zubčice               | Čechy           | Český Krumlov       | Subschitz                               |                                                   |
| Zubčická Lhotka       | Čechy           | Český Krumlov       | Subschitzer Mehlhüttel                  |                                                   |
| Zubrnice              | Čechy           | Ústí nad Labem      | Saubernitz                              |                                                   |
| Zubří                 | Čechy           | Chrudim             | Zubern                                  |                                                   |
| Zubří                 | Morava          | Vsetín              | Zubern                                  |                                                   |
| Zubří                 | Morava          | Žďár nad Sázavou    | Zubern                                  |                                                   |
| Zuklín                | Čechy           | Klatovy             | Zuklin                                  |                                                   |
| Zvánovice             | Čechy           | Praha-východ        | Swanowitz                               |                                                   |
| Zvěrkovice            | Čechy           | České Budějovice    | Zwirkowitz                              |                                                   |
| Zvěrkovice            | Morava          | Třebíč              | Zerkowitz                               |                                                   |
| Zvěrotice             | Čechy           | Tábor               | Swierotitz                              |                                                   |
| Zvěřetice             | Čechy           | Prachatice          | Swiretitz                               |                                                   |
| Zvěřínek              | Čechy           | Nymburk             | Swerschinek                             |                                                   |
| Zvěstonín             | Čechy           | Tábor               | Swiestonin                              |                                                   |
| Zvěstov               | Čechy           | Benešov             | Swiestow                                |                                                   |
| Zvěstovice            | Čechy           | Havlíčkův Brod      | Swiestowitz                             |                                                   |
| Zvičina               | Čechy           | Trutnov             | Switschin                               |                                                   |
| Zvíkov                | Čechy           | České Budějovice    | Swikow                                  |                                                   |
| Zvíkov                | Čechy           | Český Krumlov       | Swikow                                  |                                                   |
| Zvíkov                | Čechy           | Hradec Králové      | Swikow                                  |                                                   |
| Zvíkov                | Čechy           | Klatovy             | Schwegau                                |                                                   |
| Zvíkovec              | Čechy           | Rokycany            | Swikowetz                               |                                                   |
| Zvíkovské Podhradí    | Čechy           | Písek               | Karlsdorf                               |                                                   |
| Zvírotice             | Čechy           | Příbram             | Swirotitz                               |                                                   |
| Zvířetice             | Čechy           | Mladá Boleslav      | Zweretitz                               |                                                   |
| Zvole                 | Čechy           | Hradec Králové      | Zwoll                                   |                                                   |
| Zvole                 | Čechy           | Praha-západ         | Swoll                                   |                                                   |
| Zvole                 | Morava          | Žďár nad Sázavou    | Swolla                                  |                                                   |
| Zvoleněves            | Čechy           | Kladno              | Losdorf                                 |                                                   |
| Zvolenovice           | Morava          | Jihlava             | Zwollenowitz                            |                                                   |
| Zvonovice             | Morava          | Vyškov              | Swonowitz                               |                                                   |
| Zvotoky               | Čechy           | Strakonice          | Swotok                                  |                                                   |